# Ramón Núñez Reyes
Ramón Núñez Reyes (Tegucigalpa, Honduras, 14 de noviembre de 1985) es un exfutbolista hondureño nacionalizado estadounidense que se desempeñaba como mediocampista. 
En las Clasificatorias para Sudáfrica 2010 se destacó, junto a Amado Guevara, como uno de los mejores mediocampistas ofensivos de la selección de Honduras.

## Trayectoria

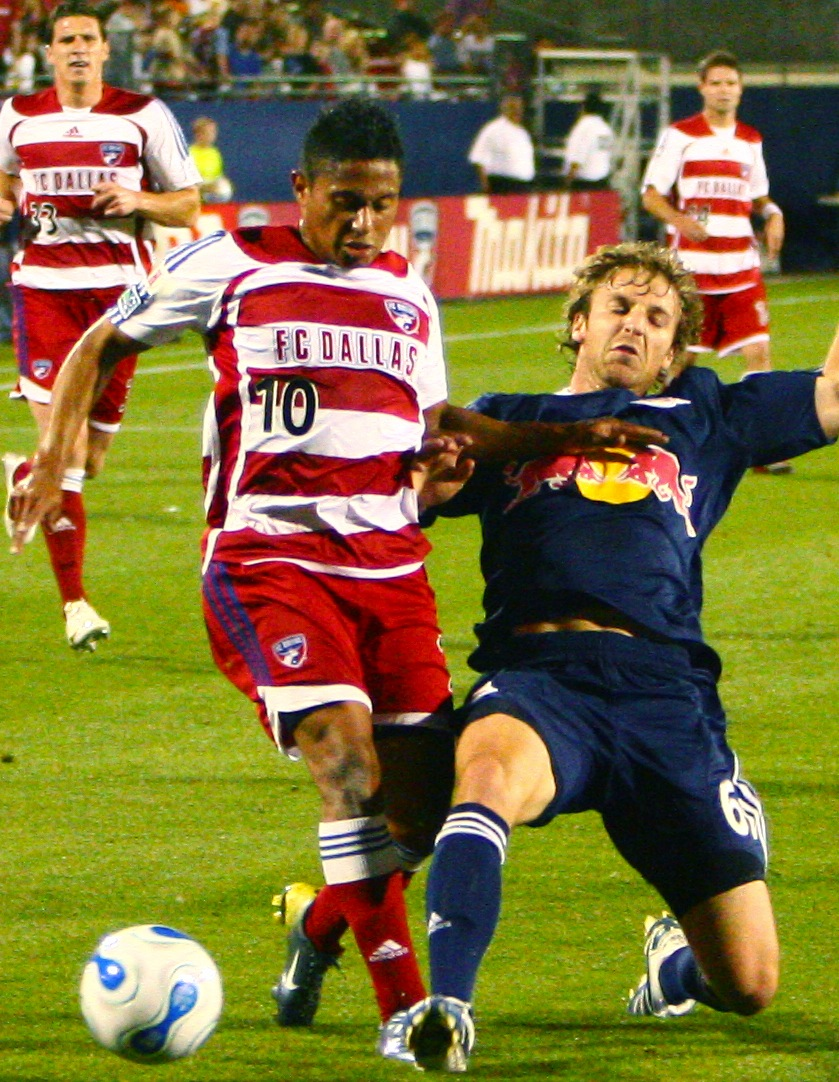
Ramón Núñez (izquierda) en la disputa de un balón con Jeff Parke del New York Red Bulls.

Este jugador de fútbol creció en Dallas, Texas Estados Unidos de América obteniendo su título de escuela secundaria en la W. T. White High School donde se inició como jugador de fútbol. Luego pasó a formar parte del fútbol colegial con la Universidad Metodista Meridional, donde destacó como el jugador más valioso del año, en la Conferencia del Valle de Misuri.

### FC Dallas
En el Superdraft de la Major League Soccer (2004), Ramón Núñez pasó formar del Dallas Burn hoy conocido como FC Dallas. En su primera temporada con este club, Ramón Núñez tuvo muy poca participación jugando únicamente 107 minutos en 8 partidos de liga. En la siguiente temporada, Ramón Núñez se consolidó como titular anotando varios goles.

### Chivas USA
Luego de perder la titularidad en el 2007, Ramón Núñez fue transferido al equipo de las Chivas USA de la ciudad de Los Ángeles.

### Olimpia
En las Chivas, Núñez tuvo muy poca participación. Por esta razón, el volante decidió firmar para el Club Deportivo Olimpia de Honduras y participó en la temporada Clausura 2007-2008 del torneo hondureño. Con el C.D. Olimpia, Ramón logró el primer título de su carrera profesional. Al siguiente torneo, Núñez continuó participando con Olimpia logrando clasificar a las semifinales del torneo. Al final del 2008, el jugador fue nombrado por la prensa deportiva como el mejor jugador del año.

### Puebla
En diciembre del 2008, Ramón Núñez firmó un contrato de seis meses con Puebla Fútbol Club de la Primera División del fútbol mexicano. El fino volante hizo su debut el 17 de enero de 2009 en la derrota del Puebla por 0-4 ante los "Rayados" del Monterrey.
Ramón Núñez anotó su primer gol con el Puebla Fútbol Club, el 18 de febrero en el empate de su equipo ante los 'Tuzos' del Pachuca por 2-2. Posteriormente, el 21 de febrero Ramoncito se hizo presente en el marcador por medio de la vía de penal; en la victoria del Puebla Fútbol Club por 4-2 en contra de los Jaguares de Chiapas.

### Cruz Azul
En junio de 2009 se oficializa su llegada al club Cruz Azul por US$ 1.1 millones. En este club no tuvo mucha participación y salió de la institución rápidamente. A pesar de llevar el dorsal número 10 en su espalda, al siguiente torneo la máquina cementera lo sustituyó con el argentino Christian El Chaco Giménez.

### Segunda etapa en Olimpia
En el 2010 llega al Club Deportivo Olimpia, donde fue campeón del Clausura 2010. 

### Leeds United y Scunthorpe
En ese mismo año, tras una breve pero excelente participación con el Olimpia, Núñez fue vendido al Leeds United de la Football League Championship. Allí estuvo desde 2010 hasta 2011 cuando fue cedido a préstamo al Scunthorpe United, donde marcó tres goles en ocho partidos. Para el año 2012 regresaría al Leeds United, nuevamente sin tener mucha participación. Finalizó su contrato en 2013.

### Segunda etapa en FC Dallas
Casi diez años después, el Principito regresaría al equipo que lo hizo debutar, el FC Dallas. Allí tuvo más participación con el equipo de reserva que con el primer plantel, y tiempo después fue puesto como transferible.

### Alajuelense
En junio de 2014 se anunció su llegada a la Liga Deportiva Alajuelense de Costa Rica como refuerzo pero por razones de deportivas decidieron ambas partes rescindir dicho contrato.

### Real España
El 4 de febrero de 2015 se anuncia que el Real España adquiere sus servicios deportivos, incorporándose así, a su segundo equipo del balompié hondureño.

## Selección nacional

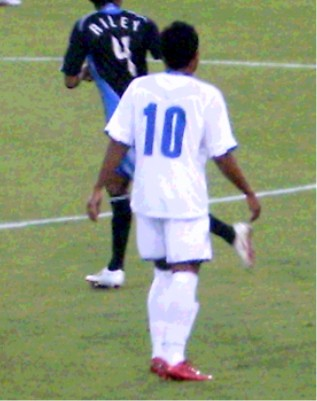
Ramón Núñez con la selección de Honduras.

En la primera participación de Ramón Núñez con la selección nacional de Honduras conoció a Alex Cabrera en el Negrito Yoro, mientras comenzó en la sub-20. Con esta selección juvenil, Ramón Núñez tuvo la oportunidad de participar en una eliminatoria (2005) celebrada en el estadio Morazán de San Pedro Sula.
Al final del torneo, Núñez tuvo una destacada participación junto a José Guity, Erik Norales, Jorge Claros, Hendry Thomas, Emilio Izaguirre etc. Clasificando al mundial de la categoría en Holanda a costa de la selección de fútbol de México.
Ramón Núñez también tuvo la oportunidad de participar en el mundial de Holanda 2005. Durante ese torneo, todo el equipo hondureño tuvo una desastrosa participación en contra de equipos como: España, Chile y Marruecos.
El debut de Núñez con la selección de fútbol de Honduras categoría mayor llegó el 9 de septiembre en contra de la selección de fútbol de Costa Rica en Connecticut Estados Unidos.
El encuentro terminó empatado a cero goles por bando y Ramón Núñez tuvo la oportunidad de demostrar sus cualidades futbolísticas. Posteriormente Ramón Núñez viajó con el equipo hasta San Pedro Sula donde enfrentaron a la selección de fútbol de Ecuador. En este partido que Honduras ganó por 2-1. Ramón Núñez tuvo acción por algunos minutos en la parte complementaria.
Antes, (octubre de 2006) Ramón Núñez había sido convocado a la selección mayor por el técnico Flavio Ortega, pero sin llegar a tener la oportunidad de participar.
Sobre el final del 2007, Ramón Núñez fue parte del equipo nacional sub-23 que logró el pase al torneo preolímpico de la Concacaf en Panamá. En marzo del siguiente año, Núñez y sus compañeros de equipo, también lograron adjudicarse el título de ese torneo; además de clasificarse para los juegos olímpicos de Pekín 2008. El volante, también tuvo participación con la selección olímpica de Honduras durante los juegos de Pekín 2008.
El 6 de septiembre del mismo año, Nuñez debutó en juegos oficiales con la selección mayor. En esa oportunidad, Ramón se convirtió en el héroe de su equipo, al anotar los dos goles con los cuales Honduras derrotó a la selección de fútbol de Canadá por 2-1. Ello significó, la primera victoria del combinado catracho rumbo a Sudáfrica 2010.
Luego, el 19 de septiembre, Nuñez nuevamente se hizo presente en el marcador, anotando el primero de los dos goles con que Honduras venció a Jamaica por 2-0. En el estadio Olímpico Metropolitano de San Pedro Sula, ante unos 40,000 aficionados.
En el inicio de la Hexagonal final de la Concacaf (11 de febrero de 2009), Nuñez fue parte del combinado catracho que sucumbió 0-2 ante la escuadra de Costa Rica,
En 2010 fue convocado por Reinaldo Rueda como uno de los 23 jugadores que disputaron la Copa Mundial de Fútbol de 2010 que se realizó en Sudáfrica.

### Participaciones en Copas del Mundo
| Mundial                        | Sede      | Resultado    |
| ------------------------------ | --------- | ------------ |
| Copa Mundial de Fútbol de 2010 | Sudáfrica | Primera fase |

| 1. | 16 de junio de 2010 | Estadio Mbombela, Nelspruit, Sudáfrica       | Chile  | 0-1 | Derrota |
| 2. | 21 de junio de 2010 | Estadio Ellis Park, Johannesburgo, Sudáfrica | España | 0-2 | Derrota |
| 3. | 25 de junio de 2010 | Estadio Free State, Bloemfontein, Sudáfrica  | Suiza  | 0-0 | Empate  |

## Clubes
| Club                         | País                | Año         | Partidos | Goles | Media goleadora · |
| ---------------------------- | ------------------- | ----------- | -------- | ----- | ----------------- |
| FC Dallas                    | Estados Unidos      | 2004 - 2007 | 67       | 14    | 0,20              |
| Chivas USA                   | Estados Unidos      | 2007 - 2008 | 8        | 0     | 0,00              |
| Olimpia                      | Honduras            | 2008        | 37       | 3     | 0,08              |
| Puebla (préstamo)            | México              | 2009        | 20       | 5     | 0,25              |
| Cruz Azul                    | México              | 2009 - 2010 | 15       | 2     | 0,13              |
| Olimpia (préstamo)           | Honduras            | 2010        | 11       | 5     | 0,45              |
| Leeds United (préstamo)      | Inglaterra          | 2010 - 2013 | 25       | 5     | 0,02              |
| Scunthorpe United (préstamo) | Inglaterra          | 2011 - 2012 | 8        | 3     | 0,37              |
| FC Dallas                    | Estados Unidos      | 2013        | 17       | 6     | 0,35              |
| Alajuelense                  | Costa Rica          | 2014        | 6        | 0     | 0,00              |
| Real España                  | Honduras            | 2015 - 2016 | 28       | 4     | 0,14              |
| Fort Lauderdale Strikers     | Estados Unidos      | 2016 - 2017 | 23       | 2     | 0,08              |
| Total en su carrera          | Total en su carrera | 2004 - 2017 | 221      | 42    | 0,19              |

## Palmarés

### Campeonatos nacionales
| Título           | Club    | País     | Año           |
| ---------------- | ------- | -------- | ------------- |
| Liga de Honduras | Olimpia | Honduras | Cl. 2007-2008 |

### Campeonatos internacionales
| Título                            | Club                           | País     | Año  |
| --------------------------------- | ------------------------------ | -------- | ---- |
| Torneo preolímpico de la Concacaf | Selección de Honduras (sub-23) | Honduras | 2008 |

### Distinciones individuales
| Distinción | Año  |
| --- | ---- |
| Jugador Más Valioso del Año, en la Conferencia del Valle de Misuri con la Universidad Metodista Meridional.      | 2003 |
| Nombrado el Jugador Más Valioso del Año de la Liga Nacional de Fútbol de Honduras por Diario El País de Uruguay. | 2008 |